# Rezolucja Rady Bezpieczeństwa ONZ nr 212
Rezolucja Rady Bezpieczeństwa ONZ nr 212 została przyjęta jednomyślnie 20 września 1965 r.
Po przeanalizowaniu wniosku Malediwów o członkostwo w Organizacji Narodów Zjednoczonych, Rada zaleciła Zgromadzeniu Ogólnemu przyjęcie tego państwa do swojego grona.

## Źródło
- UNSCR - Resolution 212